# Hryuda
Die Hryuda (belarussisch Грыўда, russisch Гривда) ist ein Fluss in Rajonen Slonim und Iwazewitschy in Belarus. Die Länge des Flusses beträgt 85 Kilometer. Der Fluss entspringt in der Nähe des Dorfes Waronitschy im Rajon Slonim, fließt durch Slonimer Höhen und mündet schließlich bei Damanawa als linker Zufluss in die Schtschara. Das durchschnittliche Gefälle der Hryuda beträgt 0,5 ‰.
Die größten Zuflüsse sind Bula, Buljanka, Busjasch und Rudnjanka.